# Craspedostethus mombasanus
Craspedostethus mombasanus is een keversoort uit de familie kniptorren (Elateridae). De wetenschappelijke naam van de soort is voor het eerst geldig gepubliceerd in 1935 door Edmond Fleutiaux.